# Ian Fleming (Schauspieler)
Ian Fleming (* 10. September 1888 in Melbourne, Victoria, Australien; † 1. Januar 1969 in London, England) war ein australischer Charakterdarsteller in mehr als hundert britischen Filmen.

## Leben
Fleming ist vielleicht am besten durch seine Auftritte als Dr. Watson in einer Reihe von Sherlock-Holmes-Filmen der 1930er Jahre mit Arthur Wontner als Holmes bekannt. Er hatte auch eine Reihe von Nebenrollen in vielen klassischen britischen Filme seiner Ära einschließlich Testflug QE 97 (1939), Night Train to Munich (1940), We Dive at Dawn, Leben und Sterben des Colonel Blimp (beide 1943) und Waterloo Road (1945). Zudem spielte er auch regelmäßig in den Filmen des Komikers George Formby jr.
In den 1950er- und 1960er-Jahren hatte Fleming Auftritte in vielen Fernsehserien, wie etwa  Fabian of the Yard, Hancocks Half Hour, Dixon of Dock Green, Dr. Finlay Casebook, Die Forsyte-Saga und Nummer 6.

## Filmografie (Auswahl)
- 1929: The Devil's Maze
- 1931: The Sleeping Cardinal
- 1934: The Third Clue
- 1935: The Triumph of Sherlock Holmes
- 1935: The Riverside Murder
- 1936: Prison Breaker
- 1937: Silver Blaze
- 1940: Three Silent Men
- 1941: Der Hutmacher und sein Schloß (Hatter’s Castle)
- 1942: They Flew Alone
- 1945: Waterloo Road
- 1945: I Didn't Do It
- 1948: Quartett (Quartet)
- 1952: Wings of Danger
- 1952: The Voice of Merrill
- 1953: Die blonde Spionin (Park Plaza 605)
- 1957: Kameraden der Luft (High Flight)
- 1958: Innocent Meeting
- 1960: Your Money or Your Wife
- 1960: Zu heiß zum Anfassen (Too Hot to Handle)
- 1961: Die Verfolger (The Pursuers; Fernsehserie, 1 Folge)
- 1962: The Lamp in Assassin Mews